# Mehne-, Bruch- und Pottwiese
Die Mehne-, Bruch- und Pottwiese ist ein Naturschutzgebiet in der niedersächsischen Gemeinde Bramsche im Landkreis Osnabrück.
Das Naturschutzgebiet mit dem Kennzeichen NSG WE 035 ist 17,1 Hektar groß. Es liegt nordöstlich von Ueffeln-Balkum und stellt einen Erlenbruchwald mit Birkenbruchwaldbereichen unter Schutz. Das Gebiet, das vom Pottwiesengraben durchflossen wird, ist vollständig von landwirtschaftlichen Nutzflächen umgeben.
Das Gebiet steht seit dem 28. Oktober 1939 unter Naturschutz. Zuständige untere Naturschutzbehörde ist der Landkreis Osnabrück.